# 토다이

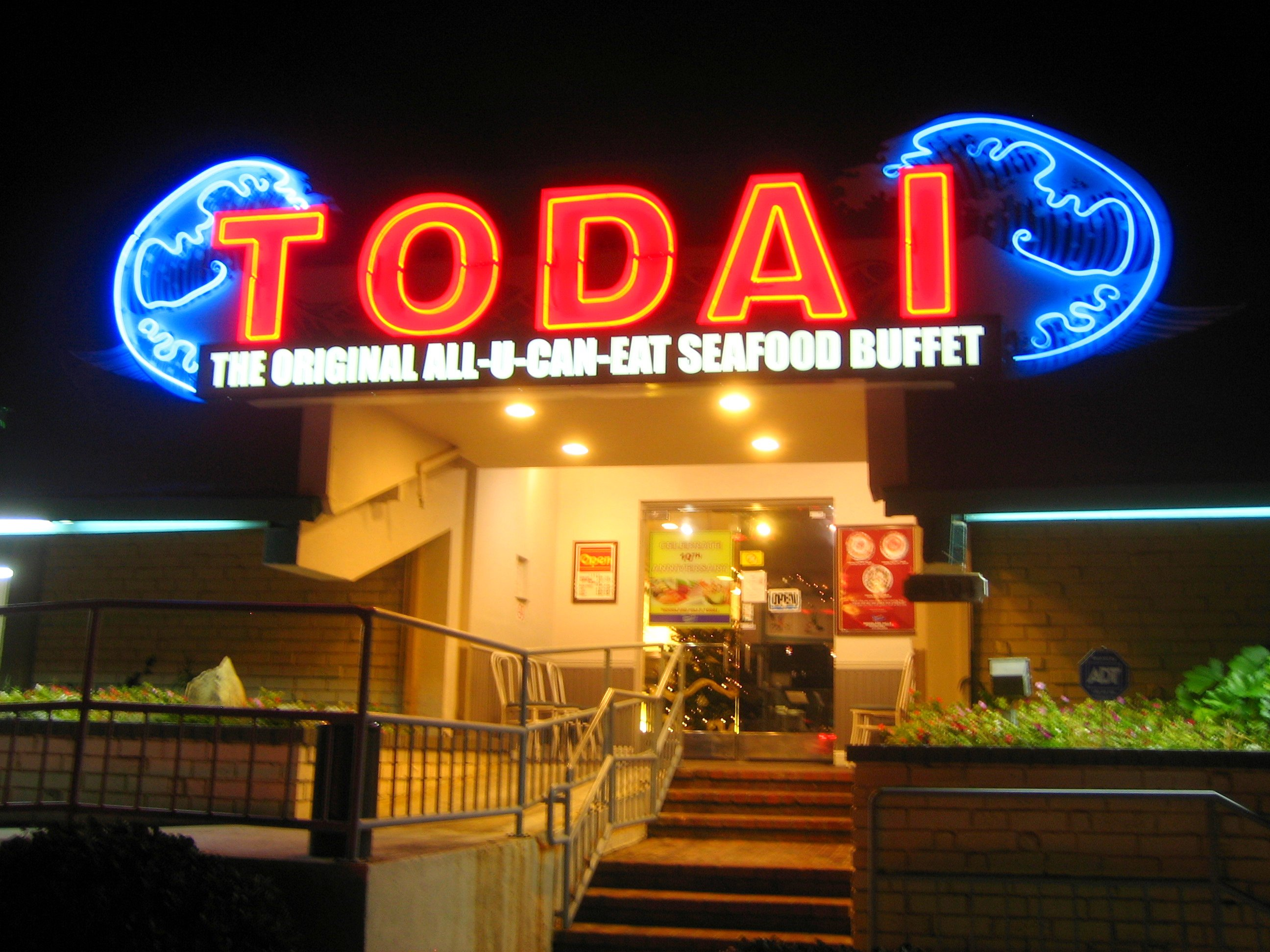
로스앤젤레스에 있는 토다이

토다이(Todai)는 미국의 시푸드 레스토랑 체인이다.

## 연혁
토다이는 1985년에 미국 캘리포니아주 샌타모니카에서 처음 영업을 시작했다.
한편, 이 레스토랑은 스시를 미국에서 대중화시킨 것으로 유명하며, 대한민국에서는 2006년부터 운영을 시작하였다.